# چارلز هنری بارتلت
چارلز هنری بارتلت (انگلیسی: Charles Henry Bartlett; ۶ فوریهٔ ۱۸۸۵ – ۳۰ نوامبر ۱۹۶۸) دوچرخه‌سوار اهل بریتانیا بود.
از افتخارات وی میتوان به کسب مدال طلا در بازی‌های المپیک تابستانی ۱۹۰۸ اشاره کرد.